# Mohammad Reza Chanzade
Mohammad Reza Chanzade (pers. محمدرضا خانزاده; ur. 11 maja 1991 w Teheranie) – irański piłkarz grający na pozycji środkowego obrońcy. Od 2017 roku jest zawodnikiem klubu Padideh FC.

## Kariera piłkarska
Swoją karierę piłkarską Chanzade rozpoczął w 2004 roku w klubie Persepolis FC. W 2007 roku podjął treningi w Rah Ahan Teheran. W 2011 roku awansował do pierwszej drużyny i 14 lutego 2012 zadebiutował w jego barwach w Iran Pro League w przegranym 1:2 wyjazdowym meczu z Sanatem Naft. W Rah Ahan grał przez rok.
Latem 2012 został zawodnikiem innego teherańskiego klubu, Persepolis FC. Swój debiut w nim zaliczył 16 września 2012 w zremisowanym 0:0 domowym meczu z Naftem Teheran. W sezonie 2013/2014 wywalczył z Persepolisem wicemistrzostwo Iranu.
W sezonie 2013/2014 był wypożyczony do Zob Ahan Isfahan. Swój debiut w tym klubie zanotował 16 sierpnia 2013 w zwycięskim 1:0 domowym meczu z Malavan FC.
W 2015 roku odszedł z Persepolisu fo Fuladu Ahwaz. W Fuladzie zadebiutował 16 października 2015 w przegranym 0:1 domowym meczu z Teraktorem Sazi. W Fuladzie grał przez rok.
W 2016 roku ponownie zmienił klub i został piłkarzem klubu Siah Jamegan. Swój debiut w nim zaliczył 25 lipca 2016 w wygranym 2:1 domowym spotkaniu z Zobem Ahan Isfahan.
W 2017 roku przeszedł do Padideh FC. Zadebiutował w nim 28 lipca 2017 w zremisowanym 1:1 wyjazdowym meczu z Paykanem FC.
| Sezon   | Klub             | Kraj | Rozgrywki       | Mecze | Gole |
| ------- | ---------------- | ---- | --------------- | ----- | ---- |
| 2011/12 | Rah Ahan Teheran | Iran | Iran Pro League | 9     | 0    |
| 2012/13 | Persepolis FC    | Iran | Iran Pro League | 12    | 0    |
| 2013/14 | Persepolis FC    | Iran | Iran Pro League | 4     | 0    |
| 2013/14 | Zob Ahan Isfahan | Iran | Iran Pro League | 15    | 0    |
| 2014/15 | Persepolis FC    | Iran | Iran Pro League | 17    | 0    |
| 2015/16 | Fulad Ahwaz      | Iran | Iran Pro League | 11    | 0    |
| 2016/17 | Siah Jamegan     | Iran | Iran Pro League | 20    | 1    |
| 2017/18 | Padideh FC       | Iran | Iran Pro League | 25    | 4    |

## Kariera reprezentacyjna
W reprezentacji Iranu Chanzade zadebiutował 9 grudnia 2012 roku w zremisowanym 0:0 meczu Mistrzostw Azji Zachodniej 2012 z Arabią Saudyjską, rozegranym w Kuwejcie. W 2015 roku został powołany do kadry Iranu na Puchar Azji 2015. Na tym turnieju był rezerwowym i nie wystąpił w żadnym spotkaniu. W 2018 roku powołano go do kadry na Mistrzostwa Świata w Rosji.